# Sopa de chichurro
Las sopas de chichurro es una preparación culinaria que se sirve como unas sopas, elaboradas con el caldo resultante de cocer las morcillas.  Es una preparación que se realiza exclusivamente el día de la matanza del cerdo en los campos de la provincia de Palencia y León (zona  noreste). Al tener que escaldar las morcillas preparadas con la sangre del cerdo. En este caldo resultante se le echa sopa de pan en cantidad suficiente para que se quede espeso, poniéndolo a cocer en cazuela de barro hasta que se retira para ser servido caliente a los comensales. Suele ser servida como plato único debido a la fortaleza energética del mismo. 